# Paragaudryina
Paragaudryina es un género de foraminífero bentónico de la subfamilia Verneuilinoidinae, de la familia Verneuilinidae, de la superfamilia Verneuilinoidea, del suborden Verneuilinina y del orden Lituolida. Su especie tipo es Paragaudryina inornata. Su rango cronoestratigráfico abarca el Turoniense (Cretácico superior).

## Discusión
Clasificaciones previas incluían Paragaudryina en el suborden Textulariina del orden Textulariida, o en el orden Lituolida sin diferenciar el suborden Verneuilinina.

## Clasificación
Paragaudryina incluye a las siguientes especies:
- Paragaudryina inornata †
  - Paragaudryina inornata medius †
- Paragaudryina varsykensis †